# Mięśnie nadosiowe
Mięśnie nadosiowe – grupa mięśni wyróżniana u kręgowców.
Mięśnie nadosiowe pojawiają się u ryb, u których to mięśnie osiowe podzielone są rozciągniętą od szkieletu osiowego po skórę poziomą przegrodą łącznotkankową (myocomata) na część grzbietową, nadosiową i część brzuszną, podosiową. U ryb kostnoszkieletowych wyróżnia się w związku z tym część nadosiową mięśnia bocznego wielkiego oraz mięsień boczny prosty nadosiowy.
U płazów mięśnie te są dobrze rozwinięte i wykazują zaczątki specjalizacji. Włókna mięśniowe ustawione są jeszcze równolegle do osi ciała, ale tylko powierzchniowe przyczepiają się do mioseptów, podczas gdy głębsze mają przyczepy już na wyrostkach kręgów, tworząc zawiązki krótkich mięśni kręgosłupa. Ponadto u płazów mięsień grzbietowy tułowia wypuszcza w przód włókna zaczepiające się na czaszce, co daje pewne możliwości poruszania głową.
U gadów mięśnie nadosiowe dzielą się przegrodami na parzyste: mięśnie poprzeczno-kolcowe, najdłuższe i biodrowo-żebrowe, co zwiększa możliwość ruchów szkieletu osiowego. U żółwi i ptaków mięśnie nadosiowe w tułowiu uległy redukcji wskutek usztywnienia kręgosłupa w tej części ciała, natomiast są dobrze rozwinięte w okolicy szyjnej.
U ssaków wyróżnić można dłuższe mięśnie nadosiowe, położone powierzchniowo oraz głębsze i krótsze jednostki, które biorą udział w podtrzymywaniu jamy brzusznej. Cechują się unerwieniem przez gałęzie dogrzbietowe nerwów rdzeniowych. Zalicza się do nich m.in. wszystkie głębokie mięśnie grzbietu.